# Murodjon Tuychiev
Murodjon Tuychiev (17 de abril de 1982) es un luchador tayiko de lucha grecorromana. Compitió en siete campeonatos mundiales, consiguiendo un décimo puesto en 2007. Ganó la medalla de bronce en los Juegos Asiáticos de 2014, quinto en 2006 y octavo en 2014. Conquistó cuatro medallas de bronce en campeonatos asiáticos de 2007, 2010, 2012 y 2015.